# Bartolomeo Pagano

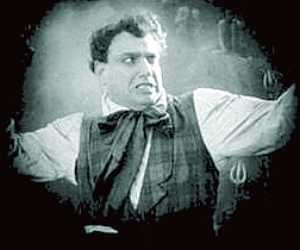
Bartolomeo Pagano (1926)

Bartolomeo Pagano (* 27. September 1878 in Genua, Ligurien, Italien; † 24. Juni 1947 ebenda) war ein italienischer Schauspieler.

## Leben
Pagano war als Hafenarbeiter tätig und wurde von Filmregisseur Piero Fosco im genuesischen Hafen entdeckt. Dieser bot ihm die Rolle des muskulösen, afrikanischen Sklaven Maciste im Monumentalfilm Cabiria (1914) an. Aufgrund der Beliebtheit dieser Figur begann Giovanni Pastrone ab 1915 eine Reihe von Maciste-Filmen zu drehen, in denen Pagano als starker, nunmehr weißer Mann für das Gute kämpft. In Maciste alpino (1916) besiegt er – mitten im Ersten Weltkrieg – die Österreicher. Anfang der 1920er Jahre hatte sich das einfache Handlungsschema bereits erschöpft und der wirtschaftliche Niedergang der italienischen Filmindustrie nach dem Ersten Weltkrieg engte Paganos Erfolgsaussichten in seiner Heimat ein. Er ging nach Deutschland und stand dort 1922/23 in vier deutschen Maciste-Produktionen vor der Kamera. In seiner Rolle in Carl Boeses  Maciste und die chinesische Truhe wurde er auch von der bekannten Berliner Fotografin Frieda Riess abgebildet.
Da der Erfolg in Deutschland nur mäßig war und sich Pagano hier inmitten der Inflationszeit nicht zurechtfinden konnte, ging er bereits 1923 wieder zurück nach Italien und erhielt vom Produzenten Stefano Pittaluga ein Engagement für eine neue Maciste-Reihe. Sein bekanntester Film dieser späteren Schaffensphase wurde Maciste all'inferno (1925) von Guido Brignone, in dem die Hauptfigur zwischen zwei Teufelinnen hin- und hergerissen ist.
Erst 1927 mit Baldassarre Negronis Kostümfilm Il vetturale del Moncenisio konnte sich Bartolomeo Pagano von seiner Rolle als Maciste lösen, doch schon im darauffolgenden Jahr zog er sich aus gesundheitlichen Gründen vollständig von der Filmarbeit zurück. Er verbrachte seine letzten Lebensjahre auf seiner Villa in Sant’Ilario.

## Filmografie
- 1908: Die letzten Tage von Pompeji (Gli ultimi giorni di Pompeii)
- 1914: Cabiria
- 1915: Maciste
- 1916: Maciste alpino
- 1916: Cretinetti e gli stivali del brasiliano
- 1918: Maciste, der Rekordbrecher (Maciste atleta)
- 1918: Maciste und der Hypnoseschwindler (Maciste medium)
- 1918: Maciste in falschem Verdacht (Maciste poliziotto)
- 1919: Maciste innamorato
- 1920: La triologia di Maciste: 1. Maciste contro la morte/2. Il viaggio di Maciste/3. Il testamento di Maciste
- 1921: La rivincita di Maciste
- 1921: Maciste in vacanza
- 1921: Maciste salvato dalle acque
- 1922: Maciste und der Sträfling Nr. 51
- 1922: Maciste und die Tochter des Silberkönigs
- 1922: Man soll es nicht für möglich halten oder Maciste und die Javanerin
- 1923: Maciste und die chinesische Truhe
- 1924: Maciste e il nipote d'America
- 1924: Maciste Imperator (Maciste imperatore)
- 1925: Maciste in der Hölle/Maciste in der Unterwelt[1] (Maciste all'inferno)
- 1925: Maciste unter den Löwen (Maciste nella gabbia dei leoni)
- 1926: Maciste in Afrika (Maciste contro lo sceicco)
- 1926: Maciste, der Held der Berge (Il gigante delle Dolomite)
- 1927: Il vetturale del Moncenisio
- 1928: Die Verbannten (Gli ultimi Zar)
- 1928: Giuditta e Oloferne